# Epictia antoniogarciai
Espèce
Epictia antoniogarciai est une espèce de serpents de la famille des Leptotyphlopidae.

## Répartition
Cette espèce est endémique du Pérou. Elle se rencontre dans la région de Cajamarca dans la province de Jaén et dans la région d'Amazonas dans la province d'Utcubamba.

## Description
L'holotype mesure 129 mm de longueur standard et 14,5 mm pour la queue.

## Étymologie
Cette espèce est nommée en l'honneur d'Antonio Garcia-Bravo.

## Publication originale
- Koch, Venegas & Böhme, 2015 : Three new endemic species of Epictia Gray, 1845 (Serpentes: Leptotyphlopidae) from the dry forest of northwestern Peru. Zootaxa, no 3964 (2), p. 228–244.